# Všestudy, Chomutov
Všestudy là một làng thuộc huyện Chomutov, vùng Ústecký, Cộng hòa Séc.